# Srebrny Potok (dopływ Podgórnej)
Srebrny Potok (niem. Silberwasser) – potok górski, prawy dopływ Podgórnej o długości około 2,3 km.
Potok płynie w Sudetach Zachodnich, w Karkonoszach, w woj. dolnośląskim. Jego źródła położone są na wysokości około 1330 m n.p.m., w środkowej części południowego zbocza Kotła Smogorni. Potok w całym swoim biegu płynie łagodnie opadającą V-kształtną doliną, porośniętą lasem regla górnego, w kierunku Podgórnej, do której wpada na wysokości ok. 920 m n.p.m. Zasadniczy kierunek biegu potoku jest północno-zachodni. Jest to potok o kamienistym korycie z progami, dziki, nieuregulowany, o wartkim prądzie, w okresach wzmożonych opadów i wiosennych roztopów. Powyżej ujścia do Podgórnej, w korycie potoku występuje grupa wodospadów nazwanych Srebrne Kaskady.
W górnym biegu płynie przez obszar Karkonoskiego Parku Narodowego. Również w górnym biegu, poniżej Kotła Smogorni przecina go zielony szlak turystyczny z Karpacza na Przełęcz Karkonoską.